# L'Épine-aux-Bois
L'Épine-aux-Bois är en kommun i departementet Aisne i regionen Hauts-de-France i norra Frankrike. Kommunen ligger  i kantonen Charly-sur-Marne som ligger i arrondissementet Château-Thierry. År 2022 hade L'Épine-aux-Bois 245 invånare.

## Befolkningsutveckling
Antalet invånare i kommunen L'Épine-aux-Bois
Referens: INSEE